# 弥沙县
弥沙县是元朝时期云南的一个县，隶属路南州。至元十三年（1276年）在今宜良马街置弥沙县，至元二十四年（1287年）并入邑市县。